# Walentin Wassiljewitsch Kusnezow
Walentin Wassiljewitsch Kusnezow (kasachisch Валентин Васильевич Кузнецов, englisch: Valentin Vasilievich Kuznetsov; * 28. Mai 1923 in Glasanowo, Rajon Ustjansk, Sowjetunion; † 27. November 2006 in Almaty, Kasachstan) war ein sowjetischer beziehungsweise kasachischer Paläoherpetologe, der auf fossile Schildkröten Zentralasiens spezialisiert war.

## Leben
Kusnezow wurde im Dorf Glasanowo im Bezirk Ust-Jansk geboren, der in der Region Archangelsk im hohen Norden des europäischen Teils von Russland liegt. Er war während und nach dem Zweiten Weltkrieg (zwischen 1941 und 1948) als Mechaniker für Militärflugzeuge in Sibirien und im Fernen Osten der Sowjetunion tätig. Diese technischen Kenntnisse setzte er später in seiner Forschung ein. Im Jahr 1949 wurde er Student an der Al-Farabi-Universität in Almaty (früher Alma-Ata). Nach seinem Abschluss im Jahr 1954 begann er seine Arbeit im paläozoologischen Labor des Instituts für Zoologie der Akademie der Wissenschaften der Kasachischen SSR in derselben Stadt. Dort arbeitete er unter der formalen Aufsicht des Paläontologen Walerian Semenowitsch Baschanow, sein fachlicher Vorgesetzter war jedoch Lew Issaakowitsch Chosazki von der Leningrader Staatsuniversität, der damals führende Experte für die fossilen Schildkröten Asiens. Kusnezows Diplomarbeit befasste sich mit den Schildkröten des Paläogens und Neogens in Westkasachstan. Nach Abschluss seines Studiums mit der Verteidigung des Kandidaten der Wissenschaften an der Al-Farabi-Universität im Jahr 1953 konzentrierte sich seine Feldarbeit und Forschung auf die mesozoischen und känozoischen Schildkröten Kasachstans. Er leitete persönlich Expeditionen in alle Teile Kasachstans (das bis 1991 Teil der Sowjetunion war), einschließlich des Aralsees, der Turgai-Senke und der Täler des Tian Shan. Auf der Grundlage der Ergebnisse dieser Studien verteidigte Kusnezow 1963 unter der Leitung von Baschanow seine Dissertation Черепахи палеогена и неогена Тургая и Северного Приаралья zum Thema Schildkröten des Paläogens und Neogens in der Region Turgai und nördlicher Aralsee. Die Dissertation beschreibt fossile Überreste von Vertretern von vier Schildkrötenfamilien aus känozoischen Sedimenten Kasachstans, darunter mehrere für die Wissenschaft neue Arten, bestimmt das Alter der zuvor beschriebenen Formen und analysiert die Evolutionsgeschichte der Schildkrötenfaunen Kasachstans.
Kusnezow legte mehr als 80 Fossilienfundstellen frei. Seine technischen Fähigkeiten nutzte er, um defekte Fahrzeuge und Geräte zu reparieren, Ausgrabungstechniken zu modifizieren und die Methoden für den Transport von fossilem Material zum Institut in Almaty zu verbessern. Kusnezow schied 1986 aus dem Institut aus. Er starb am 27. November 2006 in Almaty. Zwischen 1964 und 2011 wurden fast 50 Arbeiten über fossile Schildkröten von ihm veröffentlicht. Besonders hervorzuheben ist die 1978 veröffentlichte Zusammenfassung Материалы по ископаемым черепахам Казахстана, die es ermöglicht, die Veränderungen der Schildkrötenfaunen im Mesozoikum und Känozoikum auf dem weiten Gebiet Kasachstans nachzuvollziehen. Darüber hinaus war Kusnezow maßgeblich an der Schaffung der ersten paläozoologischen Ausstellungen im Naturmuseum des Instituts für Zoologie beteiligt. Kusnezow erstbeschrieb die neue Gattung Shachemys (1976) und 14 neue Arten. Zu letzteren gehörte eine Schildkröte (Testudo paraskivi) aus dem Miozän von Kasachstan. Diese wurde nach seinem Vorgänger am Institut, Konstantin Paraskiw, benannt, der 1956 das erste Buch über die lebenden Reptilien Kasachstans veröffentlichte. Eine weitere von ihm beschriebene Art ist Ocadia turgaica Kuznetsov & Chkhikvadze, 1977. Kusnezow hinterlegte auch zwei lange Manuskripte zu Referenzzwecken: Ископаемые черепахи Казахстана (1978) und Ископаемые черепахи Азии (1984) über die fossilen Schildkrötens Kasachstans und Asiens.
Unter seiner direkten aktiven Beteiligung wurden die ersten paläozoologischen Ausstellungen im Naturmuseum des Instituts für Zoologie geschaffen.
Kusnezow war Mitglied der Paläontologischen Gesellschaft der UdSSR (All-Union). Er wurde mit den Jubiläumsmedaillen „Für den Sieg über Deutschland“, „20 Jahre des Sieges im Großen Vaterländischen Krieg“ und „30 Jahre des Sieges im Großen Vaterländischen Krieg“ ausgezeichnet.